# Flugunfall einer Boeing 737 der LAN Chile
Der Flugunfall einer Boeing 737 der LAN Chile ereignete sich am 4. August 1987. Auf einem Inlandsflug der Fluggesellschaft LAN Chile vom Flughafen Antofagasta zum Flughafen Calama verunglückte dabei eine Boeing 737-2A1 (CC-CHJ), bei der Landung. Bei dem Unfall kam eine Person an Bord ums Leben.

## Flugzeug
Bei dem verunglückten Flugzeug handelte es sich um eine Boeing 737-2A1, die zum Zeitpunkt des Unfalls 6 Jahre und 10 Monate alt war. Die Maschine wurde im Werk von Boeing in Renton im Bundesstaat Washington endmontiert und absolvierte am 17. Oktober 1980 mit dem Testkennzeichen N8286V ihren Erstflug, ehe sie im gleichen Monat neu an die LAN Chile ausgeliefert wurde. Das Flugzeug trug die Werknummer 22602, es handelte sich um die 611. Boeing 737 aus laufender Produktion. Die Maschine wurde mit dem Luftfahrzeugkennzeichen CC-CHJ zugelassen und auf den Namen Arica getauft. Das zweistrahlige Schmalrumpfflugzeug war mit zwei Triebwerken des Typs Pratt & Whitney JT8D-17 ausgestattet.

## Insassen
Es befanden sich 27 Passagiere an Bord. Die Besatzung bestand aus einem Flugkapitän, einem Ersten Offizier und nur einer Flugbegleiterin.

## Unfallhergang
Im Landeanflug auf den Flughafen Calama flog die Maschine gegen die Sonne, die den Kapitän blendete. Als er die Maschine auf dem Boden aufsetzen ließ, knickte das Fahrwerk ab, der Rumpf schlitterte über den Boden und zerbrach. Von den 33 Insassen an Bord kam ein Passagier ums Leben. Eine halbe Stunde nach dem Zwischenfall brach ein Feuer aus, durch das die Maschine komplett zerstört wurde.

## Opfer
Einziges Opfer des Unfalls war ein 41-jähriger US-Amerikaner, der als Vertreter für den Südamerika-Markt von Caterpillar in Chile arbeitete. Der übergewichtige Mann hatte nach dem Aufprall das Bewusstsein verloren, die anderen Passagiere hatten ihn nicht aus seinem Sitz ziehen können, als das Feuer ausbrach.

## Unfallursache
Es stellte sich heraus, dass die Landeschwelle wegen Bauarbeiten um 880 Meter versetzt worden war. Dies entzog sich der Kenntnis des Kapitäns, welcher die Maschine 520 Meter vor der versetzten Landebahnschwelle aufsetzte. Während er die Maschine quasi im Blindflug landete, war er überzeugt, dass er sie auf dem geöffneten Teil der Landebahn aufsetzen lässt.